# Miglior calciatore del XX secolo IFFHS
Il Miglior calciatore del XX secolo IFFHS (in inglese IFFHS World's Best Player of the Century) è un premio calcistico assegnato dall'IFFHS al miglior giocatore e alla migliore giocatrice del periodo 1901-2000, sulla base dei voti espressi da giornalisti, ex calciatori ed esperti.

## Classifica maschile
| Pos. | Giocatore               | Nazione                                 | Voti |
| ---- | ----------------------- | --------------------------------------- | ---- |
| 1    | Pelé                    | Brasile                                 | 1705 |
| 2    | Johan Cruijff           | Paesi Bassi                             | 1303 |
| 3    | Franz Beckenbauer       | Germania                                | 1228 |
| 4    | Alfredo Di Stéfano      | Argentina Spagna                        | 1215 |
| 5    | Diego Armando Maradona  | Argentina                               | 1214 |
| 6    | Ferenc Puskás           | Ungheria                                | 810  |
| 7    | Michel Platini          | Francia                                 | 722  |
| 8    | Garrincha               | Brasile                                 | 624  |
| 9    | Eusébio                 | Portogallo                              | 544  |
| 10   | Bobby Charlton          | Inghilterra                             | 508  |
| 11   | Stanley Matthews        | Inghilterra                             | 368  |
| 12   | Marco van Basten        | Paesi Bassi                             | 315  |
| 13   | Gerd Müller             | Germania                                | 265  |
| 14   | Zico                    | Brasile                                 | 207  |
| 15   | Lothar Matthäus         | Germania                                | 202  |
| 16   | George Best             | Irlanda del Nord                        | 187  |
| 17   | Juan Alberto Schiaffino | Uruguay                                 | 158  |
| 18   | Ruud Gullit             | Paesi Bassi                             | 119  |
| 19   | Gianni Rivera           | Italia                                  | 116  |
| 19   | Didi                    | Brasile                                 | 116  |
| 21   | Giuseppe Meazza         | Italia                                  | 108  |
| 22   | Matthias Sindelar       | Austria                                 | 106  |
| 23   | Fritz Walter            | Germania                                | 103  |
| 24   | Bobby Moore             | Inghilterra                             | 98   |
| 25   | José Manuel Moreno      | Argentina                               | 96   |
| 26   | Hugo Sánchez            | Messico                                 | 85   |
| 27   | George Weah             | Liberia                                 | 79   |
| 28   | Roger Milla             | Camerun                                 | 78   |
| 29   | José Leandro Andrade    | Uruguay                                 | 74   |
| 30   | Francisco Gento         | Spagna                                  | 73   |
| 30   | Just Fontaine           | Francia                                 | 73   |
| 32   | László Kubala           | Ungheria Cecoslovacchia Spagna          | 71   |
| 33   | Franco Baresi           | Italia                                  | 70   |
| 34   | Josef Bican             | Austria Cecoslovacchia Boemia e Moravia | 63   |
| 35   | Karl-Heinz Rummenigge   | Germania                                | 59   |
| 36   | Omar Sívori             | Argentina Italia                        | 56   |
| 37   | Elías Figueroa          | Cile                                    | 55   |
| 38   | Kevin Keegan            | Inghilterra                             | 53   |
| 39   | Sándor Kocsis           | Ungheria                                | 52   |
| 40   | Héctor Scarone          | Uruguay                                 | 51   |
| 41   | Josef Masopust          | Cecoslovacchia                          | 46   |
| 42   | Giacinto Facchetti      | Italia                                  | 44   |
| 43   | Sandro Mazzola          | Italia                                  | 41   |
| 43   | Raymond Kopa            | Francia                                 | 41   |
| 45   | Uwe Seeler              | Germania                                | 40   |
| 46   | Gunnar Nordahl          | Svezia                                  | 36   |
| 47   | Zizinho                 | Brasile                                 | 35   |
| 48   | Teófilo Cubillas        | Perù                                    | 34   |
| 49   | Arsenio Erico           | Paraguay                                | 30   |
| 50   | Denis Law               | Scozia                                  | 29   |
| 51   | Silvio Piola            | Italia                                  | 28   |
| 52   | Adolfo Pedernera        | Argentina                               | 27   |
| 53   | Obdulio Varela          | Uruguay                                 | 24   |
| 54   | Arthur Friedenreich     | Brasile                                 | 23   |
| 55   | Michael Laudrup         | Danimarca                               | 22   |
| 56   | Alberto Spencer         | Ecuador                                 | 21   |
| 56   | József Bozsik           | Ungheria                                | 21   |
| 58   | Tostão                  | Brasile                                 | 19   |
| 59   | Ernst Ocwirk            | Austria                                 | 18   |
| 60   | Cha Bum-kun             | Corea del Sud                           | 11   |
| 60   | Paul Van Himst          | Belgio                                  | 11   |
| 62   | Lakhdar Belloumi        | Algeria                                 | 10   |
| 62   | Rabah Madjer            | Algeria                                 | 10   |
| 64   | Majed Abdullah          | Arabia Saudita                          | 9    |
| 64   | Luis Cubilla            | Uruguay                                 | 9    |
| 64   | Oleg Blochin            | Unione Sovietica                        | 9    |

## Classifica femminile
| Pos. | Giocatrice             | Nazione     | Voti |
| ---- | ---------------------- | ----------- | ---- |
| 1    | Mia Hamm               | Stati Uniti | 443  |
| 2    | Michelle Akers         | Stati Uniti | 411  |
| 3    | Heidi Mohr             | Germania    | 250  |
| 4    | Carolina Morace        | Italia      | 230  |
| 5    | Sissi                  | Brasile     | 212  |
| 6    | Linda Medalen          | Norvegia    | 181  |
| 7    | Liu Ailing             | Cina        | 165  |
| 8    | Kristine Lilly         | Stati Uniti | 160  |
| 9    | Heidi Støre            | Norvegia    | 141  |
| 10   | Pia Sundhage           | Svezia      | 129  |
| 11   | Joulie Foudy           | Stati Uniti | 117  |
| 12   | Gao Hong               | Cina        | 100  |
| 13   | Silvia Neid            | Germania    | 83   |
| 14   | Joy Fawcett            | Stati Uniti | 82   |
| 15   | Elisabetta Vignotto    | Italia      | 77   |
| 16   | Helge Riise            | Norvegia    | 76   |
| 17   | Bettina Wiegmann       | Germania    | 73   |
| 18   | Sun Qing-Mei           | Cina        | 63   |
| 19   | Pretinha               | Brasile     | 46   |
| 20   | Martina Voss           | Germania    | 39   |
| 21   | Gro Espeseth           | Norvegia    | 32   |
| 21   | Lena Videkull          | Svezia      | 32   |
| 23   | Ann Kristin Aarønes    | Norvegia    | 29   |
| 24   | Charmaine Hooper       | Canada      | 27   |
| 24   | Gunn Nyborg            | Norvegia    | 27   |
| 26   | Carin Gabarra-Jennings | Stati Uniti | 25   |
| 26   | Fan Yunjie             | Cina        | 25   |
| 28   | Anette Börjesson       | Svezia      | 24   |
| 29   | Doris Fitschen         | Germania    | 23   |
| 30   | Alicia Vargas          | Messico     | 22   |
| 31   | Roseli                 | Brasile     | 21   |
| 32   | Elisabeth Leidinge     | Svezia      | 20   |
| 33   | Birthe Hegstadt        | Norvegia    | 18   |